# Inns of Court

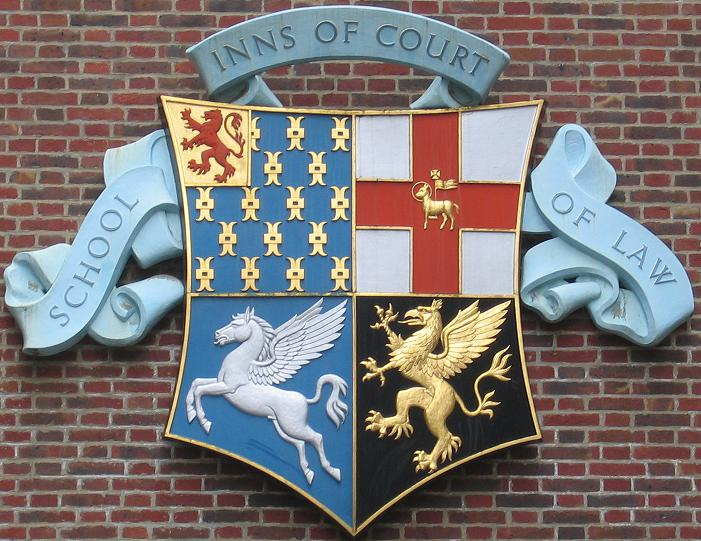
Gemeinsames Wappen der vier Anwaltskammern: links oben Lincoln’s Inn, rechts oben Middle Temple, links unten Inner Temple, rechts unten Gray’s Inn

Als Inns of Court werden die vier englischen Anwaltskammern für die Rechtsanwälte (Barrister) bezeichnet, die vor Gericht plädieren dürfen. Außerdem bezieht sich der Begriff auch auf jene Gebäudekomplexe in London, England, in denen diese Kammern seit dem 14. Jahrhundert beheimatet sind. 1882 wurde in ihrer unmittelbaren Nähe das Hauptgebäude der königlichen Gerichtshöfe (Royal Courts of Justice) errichtet.

## Funktion
Inn (oder hospitium) bedeutet in diesem Zusammenhang ein Stadthaus oder eine Pension, insbesondere in der Ursprungszeit eine Pension für Studenten.
Court bezog sich auf den Hof, genauer den Gerichtshof.
Der Begriff Inns of Court bezeichnet nicht nur die Gebäude, sondern auch die darin befindlichen Institutionen, die Anwaltskammern.
Jeder Anwalt in England, der vor Gericht plädieren darf, muss einer dieser Anwaltskammern angehören. Die Kammern haben kontrollierende und disziplinarische Funktion. Sie stellen aber auch Bibliotheken, Speisemöglichkeiten und exklusive Übernachtungs- und Arbeitsräume zur Verfügung. Jeder der Kammern ist eine eigene Kirche oder Kapelle zugeordnet.
Seit Ende des 20. Jahrhunderts lassen sich viele Rechtsanwälte aus Platzmangel auch außerhalb des Bereichs in London oder in anderen Großstädten nieder.
In früheren Jahrhunderten gab es zahlreiche Kammern, von denen noch vier übriggeblieben sind.
Die vier Anwaltskammern heißen:
- The Honourable Society of the Inner Temple
- The Honourable Society of the Middle Temple
- The Honourable Society of Gray’s Inn
- The Honourable Society of Lincoln’s Inn

## Geschichte
Seit der normannischen Eroberung war es in England nur Klerikern vorbehalten, sich mit rechtlichen Dingen zu beschäftigen bzw. am Hof Recht zu sprechen.
Ein Gesetz von Edward I. im Jahre 1292 gab für die Trennung von kirchlichem und weltlichem Recht den Ausschlag, denn in diesem Gesetz wurden die beiden Berufszweige des Barrister und Solicitor, wie sie heute genannt werden, der Kontrollaufsicht von weltlichen Richtern unterstellt und beendeten die Vorherrschaft des Klerus, der zuvor diese Rolle am Hof des Königs vertrat. Für die Laien wurden nun Ausbildungsstätten benötigt, die zur Errichtung der Inns of Court im frühen 14. Jahrhundert führten.
Neben der Übernahme der Besitztümer an Land und Gebäuden der Templer (i. e. Middle Temple und Inner Temple) zwischen Themse und Fleet Street gelegen, wurden zahlreiche weitere Gebäudekomplexe in der City of London umfunktioniert oder neu errichtet, als Wohn-, Speise- und Unterrichtsräume für die wachsende Schicht der weltlichen Rechtsgelehrten und ihrer Studenten, die ähnlich organisiert wurden wie z. B. die Studieneinrichtungen an den Standorten Oxford und Cambridge.
Der Große Brand von London im Jahre 1666 und weitere Brände sowie Bombardierungen während des Zweiten Weltkrieges zerstörten viele Gebäude der Inns of Court. Dennoch blieb einiges erhalten oder wurde rekonstruiert, so dass sich das Flair der Geschichte erhalten hat, das u. a. gerne als Filmkulisse genutzt wird.
Seit 1852 dienen die Anwaltskammern (Inns of Court) nicht mehr zur Ausbildung von Rechtsgelehrten oder haben höchstens unterstützende Funktion. Die meisten Räume werden heute von Barristers und normalen Anwälten genutzt, die u. a. Berufseinsteigern helfen, Kontakte zu knüpfen, und sie bei ihren ersten Fällen beraten.
Vom 16. bis zum 19. Jahrhundert gab es neben den Inns of Court außerdem die Doctors’ Commons, in der die im kanonischen und römischen Recht besonders ausgebildeten Anwälte organisiert waren. Diese waren exklusiv zur Vertretung vor den Kirchen- und den Seegerichten (ecclesiastical und  admiralty courts) zugelassen.

## Mitgliedschaft und Organisation
Es gibt drei Klassen von Rechtsgelehrten:
- Die Master (Masters of the Bench, Masters oder Benchers genannt), hauptsächlich Richter oder sogenannte King’s Counsel (besonders erfahrene Barrister, denen dieser Titel verliehen wurde und die umgangssprachlich wegen ihrer anderen Roben „Silks“ genannt werden). Ein Richter des High Court muss mindestens zehn Jahre lang Barrister gewesen sein
- Die Anwälte, die vor Gericht plädieren dürfen (Barrister) und
- Die noch Neuen im Beruf (students), die sich über Kontakte fortbilden wollen.

Die Rechtsanwälte, die nicht vor Gericht plädieren dürfen (Solicitors), gehören nicht den Kammern an, dürfen aber die Gebäude der Inns of Court nutzen.
Jeder Kammer-Komplex wird von einem Schatzmeister verwaltet, der sein Amt nach einem Jahr weiterreicht.

## Lage
Zu erreichen sind die zu den Inns of Court gehörenden Kammern Middle Temple und Inner Temple, die zwischen Themse und Fleet Street liegen, am schnellsten durch die U-Bahn-Station Temple. Sie liegen in der City of London, haben aber verwaltungsmäßig einen eigenen juristischen Status.
Gray’s Inn und Lincoln’s Inn liegen im London Borough of Camden (früher im Borough of Holborn), an der Grenze der City of London. Sie haben keinen eigenen verwaltungsrechtlichen Status.
Die nächste U-Bahn-Station ist Chancery Lane.